# (2404) Antarctica
(2404) Antarctica es un asteroide perteneciente al cinturón de asteroides descubierto por Antonín Mrkos el 1 de octubre de 1980 desde el Observatorio Klet, cerca de České Budějovice, República Checa.

## Designación y nombre
Antarctica se designó inicialmente como 1980 TE.
Más tarde fue nombrado por la Antártida en recuerdo de la tercera expedición soviética en la que participó el descubridor.

## Características orbitales
Antarctica orbita a una distancia media del Sol de 3,122 ua, pudiendo alejarse hasta 3,547 ua y acercarse hasta 2,697 ua. Tiene una excentricidad de 0,1362 y una inclinación orbital de 2,692°. Emplea en completar una órbita alrededor del Sol 2015 días.